# Johann Conrad Vogel
Johann Conrad Vog(e)l (* 29. Dezember 1656 in Schwabach; † 28. Oktober 1721 in Amberg) war ein Oberpfälzer Orgelbauer.
Er arbeitete zuerst von Hersbruck (1686/87) und Schnaittach aus als Bildschnitzer und wandte sich 1689 nach dem Wechsel in die Oberpfalz dem Orgelbau zu (Lehre bei Johann Georg Götz, Bamberg). 1689 wurde er katholisch, 1690 Bürger von Amberg und erhielt 1693 als katholischer Orgelbauer besondere kurfürstliche Privilegien für die Oberpfalz. Er erbaute vor allem kleinere Instrumente (I/P/6), die häufig sehr bald durch größere, zum Beispiel aus der Werkstatt Funtsch ersetzt wurden. Wie der erhaltene Schriftverkehr bezeugt, war die Qualität seiner Instrumente umstritten. Es sind weder Werke noch Prospekte erhalten.

## Datierte Werke
- 1688 Entenberg
- 1689 Neunkirchen a. Sand, St. Maria
- 1698 Offenhausen, St. Nikolaus (I/9)
- 1689 Ebnath, Hl. Ägid (I/6)
- 1690 Trautmannshofen, Mariä Namen
- 1691 Oberfahrenberg, Mariä Heimsuchung
- vor 1692 Neukirchen-Balbini, St. Michael
- vor 1692 Neunburg v. Wald, St. Josef (ehem. St. Georg), (I/11)
- vor 1692 Schmidmühlen, St. Ägidius
- 1695 Beilngries, St. Walburga
- 1696 Sulzbach, St. Anna
- 1699 Neukirchen bei Sulzbach-Rosenberg. St. Peter und Paul (I/8)
- 1699 Neunkirchen bei Weiden
- vor 1700 Altendorf, St. Andreas
- vor 1700 Fuhrn
- vor 1700 Hohenkemnath
- 1700 Kornburg / Nürnberg (I/P/9)
- um 1700 Kötzting Maria Himmelfahrt
- um 1700 Kohlberg, St. Nikolaus
- um 1700 Schwarzhofen, ehem. Dominikanerinnenkloster
- nach 1700 Grafenwöhr, Mariä Himmelfahrt
- nach 1700 Kemnath, Mariä Himmelfahrt
- nach 1700 Pressath, St. Georg
- nach 1700 Seebarn, Mariä Himmelfahrt
- nach 1700 Viechtach, St. Augustinus
- nach 1700 Waldau, St. Johannes Nepomuk
- 1701 Seligenporten, Mariä Himmelfahrt (I/6)
- vor 1702 Engelthal
- 1702 Hahnbach, St. Jakob
- 1702 Ensdorf, St. Dionys und Nothelfer
- 1707 Amberg, Mariahilf (Übertragung der Purucker-Orgel)
- 1713 Amberg, St. Sebastian
- 1713 Meckenhausen (I/9)
- vor 1721 Kirchenpingarten, St. Jakob
- nach 1721 Schwarzenfeld, St. Dionysius und Ägidius (alte Kapelle)

## Undatierte Werke und Zuschreibungen
- Aurolzbach
- Pfaffenhofen
- Schwabach
- Waldthurn
- Wernberg